# Lissotriton
Lissotriton är ett släkte stjärtgroddjur som tillhör familjen salamandrar (Salamandridae).
Släktet består av 5 arter, som lever i Europa:
- Spansk vattensalamander, Lissotriton boscai (Lataste, 1879)
- Trådsalamander, Lissotriton helveticus (Razoumovsky, 1789)
- Italiensk vattensalamander, Lissotriton italicus (Peracca, 1898)
- Karpatsalamander, Lissotriton montandoni (Boulenger, 1880)
- Mindre vattensalamander, Lissotriton vulgaris (Linné, 1758)